# Webersgade
Webersgade er en gade i Indre By, København, som strækker sig mellem Øster Farimagsgade og Øster Søgade.
Gaden er opkaldt efter grosserer Theobald Weber (1823-1886), der ejede jorden i området.

## Historie
Weber udstykkede sin gård, Rørholm, som også gav navn til den nærliggende Rørholmsgade. I 1879 foreslog Weber navngivningen af flere gader i kvarteret, herunder Gammeltoftsgade, Rørholmsgade og Ole Suhrs Gade. Han solgte en del af sin jord til opførelsen af arbejderboligerne i Kartoffelrækkerne, og han lovede at bygge den sydlige del af Webersgade med lave huse, så de ikke ville skygge for rækkehusene på nordsiden. Dette løfte blev dog ikke indfriet.
På facaden af ejendommen Webersgade 17 hænger en mindetavle for digteren Michael Strunge (1958-1986), der i 1986 begik selvmord på stedet. På mindetavlen står hans sidste ord.